# 贺希明
贺希明（1910年—1979年10月30日），原名何德润，广西桂林人，中华人民共和国政治人物。

## 生平
早年就读于中国公学社会科学院，此后担任广西航空学校教官、安徽寿县县长。1940年，率部参加新四军，19担任中共中央华中局政策研究室主任、苏皖边区第一行政区专员、苏北行政公署主任。
中华人民共和国成立后，担任广西省财委副主任、中南行政委员会财委委员、中共中央华南分局常委；此后改任广东省人民委员会副省长、中共广西省委书记处书记。1957年，任广西省人民委员会副省长、后改任广西僮族自治区人民委员会常务副主席。文化大革命中遭迫害，1979年10月30日病逝。

## 身后
1983年12月14日，中共广西壮族自治区党委作出《关于贺希明的平反决定》，为其恢复名誉。